# Salvia jaimehintoniana
Salvia jaimehintoniana là một loài thực vật có hoa trong họ Hoa môi. Loài này được Ramamoorthy ex B.L.Turner miêu tả khoa học đầu tiên năm 1995 publ. 1996.